# Astaena macilenta
Astaena macilenta är en skalbaggsart som beskrevs av Bates 1887. Astaena macilenta ingår i släktet Astaena och familjen Melolonthidae. Inga underarter finns listade.